# 王村镇 (青岛市)
王村镇是中国山东省青岛市即墨区原下辖的一个镇。2012年，王村镇改制为王村中心社区，并入田横镇。该镇平均海拔高度为25米。